# Émile Duployé

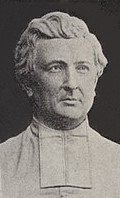
Émile Duployé

Émile Duployé [eˈmil dyplwaˈje] (* 10. September 1833 in Liesse-Notre-Dame, Département Aisne; † 9. Mai 1912 in Saint-Maur-des-Fossés, heute im Département Val-de-Marne) war ein französischer Geistlicher, Pädagoge und der Erfinder eines französischen Stenografiesystems.

## Leben
Duployé war ein Sohn des Juweliers François Duployé (1. Pluviôse XII – 10. März 1869) und dessen Frau Francine (geborene Clerjot; 10. April 1812 – 9. Juli 1874). Er hatte vier Brüder: Henri Charles Duployé (1831–1832), Aldoric [Edouard] Duployé (5. April 1836 – 1. September 1908), Jules [François] Duployé (3. Januar 1842 – 25. September 1897) und den Stenografen Gustave Duployé (10. Juni 1847 – 12. Februar 1919).
Er besuchte gemeinsam mit seinem Bruder Aldoric von 1843 bis 1851 für sein kirchliches Sekundarstudium die Schulen und Seminaren von Liesse, Laon und Soissons. Dort erhielten sie durch ihren Lehrer Potel aus Dieppe auch Unterweisungen in der Kurzschrift nach der Methode des Aimé Paris. Am 18. Juni 1859 er zum Priester geweiht und wurde Pfarrer und Kaplan des Kollegiums von Laon. In den Jahren 1865 bis 1870 war er Pfarrer von Montigny in Arrouaise. Im Juli 1870 erteilte ihm der Bischof die Genehmigung, sich in Paris niederzulassen, um seine Arbeit an der Stenografie fortzusetzen. In Paris wurde Pfarrer in der Kirche Saint Nicolas des Champs, dann Kaplan eines Bildungshauses und eines Nonnenklosters in Montrouge und danach Pfarrer der Chapelle Saint André in Montreuil-sous-Bois.
Von 1887 bis 1889 bekleidete er eine Stelle in Aizelles bei Corbeny und war anschließend bis 1908 er Pfarrer von Sinceny in der Nähe von Chauny. Nach dem Tod seines Bruders Aldoric übersiedelte Duployé wieder nach Saint Maur des Fossés, wo er in der Abtei Sacré Cœur starb.

## Wirken
Duployé 1860 gemeinsam mit seinem Bruder Gustave Duployé unter dem Titel Sténographie Duployé, ou l’art de suivre, avec l’écriture, la parole, etc. sein erstes Lehrbuch zu dem von ihm entwickelten Stenographiesystems herausgab. Duployé machte Reklame für seine neue Schrift, um sie unter den gebildeten Franzosen zu verbreiten. Dafür gründete und leitete er 1872 in Paris das „Institut sténographique des Deux-Mondes“, das mit einer eigenen Druckerei ausgestattet war. Neben mehreren Zeitungen und den Lehrbüchern entstand in den nächsten Jahren die Bibliothèque sténographique, in der belletristische Werke, Unterhaltungs-, Volks- und Jugendschriften in stenographischen Typen publiziert wurden.
Später wurde das „System Duployé“ auch von anderen französischsprachige Staaten übernommen. Bereits zu seinen Lebzeiten erschienen in Frankreich über zwanzig Zeitungen und Zeitschriften in seiner Kurzschrift. Im Alter von 79 Jahren starb Duployé 1912 in Saint-Maur-des-Fossés, Val-de-Marne.
Das System Duployé ist streng logisch aufgebaut, ist aber in seiner Ästhetik sehr mangelhaft, da Duployé keinerlei Wert auf Schriftbild oder handgerechtes Schreiben legte. Für seine neue Entwicklung auf geometrischer Basis hatte er mehrere der damals bekannten Systeme übernommen. Ähnlich dem Pitman-Kurzschrift-System von Isaac Pitman besaß es aber den unschlagbaren Vorteil der sehr leichten Erlernbarkeit. Neben dem französischen Sprachraum eroberte Duployé auch die Englische, die Spanische und die Deutsche Sprache. In letzterer tat sich u. a. Jean Joseph Weiler als Lehrer und Übersetzer hervor. Im Jahr 1894 erfolgte die Gründung des Schweizerischen Stenographischen Verbandes.

## Werke
- Sténographie-Duployé: écriture plus rapide que toute autre s’apprenant sans maître en quelques heures se lisant comme l’écriture ordinaire. 1860 (Auflage 25 gallica.bnf.fr).
- Die Stenographie Duployé für die deutsche Sprache bearb. von J[ean]. Jos[eph] Weiler. 5., rev. Auflage. Paris: Duployé, 1909.